# 1983-as cannes-i filmfesztivál
A 36. Cannes-i Nemzetközi Filmfesztivál 1983. május 7. és 19. között került megrendezésre, William Styron amerikai író elnökletével. A hivatalos versenyprogramban 22 nagyjátékfilm és 10 rövidfilm vett részt; versenyen kívül 13, míg az Un certain regard szekcióban 16 alkotást vetítettek. A párhuzamos rendezvények Kritikusok Hete szekciójában 7 filmet mutattak be, a Rendezők Kéthete elnevezésű szekció keretében pedig 19 nagyjátékfilm és 6 Super 8-as kisfilm vetítésére került sor.
Az 1983. évi fesztiválon jól szerepeltek a japánok. A fesztivál plakátját a három évvel korábbi arany pálmás Kuroszava Akira lovas szamurájrajza díszítette, közönségsikert aratott Kumasiro Tacumi Modori-gawa és Osima Nagisza Boldog karácsonyt Mr. Lawrence! című filmje, az Arany Pálmát pedig honfitársuk, Imamura Sóhei nyerte el (Narajama balladája). Rajtuk kívül egy spanyol és egy szovjet filmrendező is elégedetten térhetett haza: Carlos Saura Carmen című operafilmje két díjat is nyert (technikai nagydíjat, valamint a legjobb művészi hozzájárulás díját), hasonlóan Andrej Tarkovszkijhoz, akinek Nosztalgia című filmje alkotói nagydíjat kapott és elnyerte a FIPRESCI elismerését is. Ugyancsak alkotói nagydíjas lett Robert Bresson utolsó alkotása, A pénz. És még egy „utolsó film”: a zsűri értékítélete találkozott a nagyközönségével, amikor külön nagydíjban részesítette a Monty Python-csoport utolsóként forgatott, az élet értelmét feszegető abszurd, filozofikus, fekete humorú vígjátékát.
A hivatalos válogatásra nem lehetett panasz: a fesztivál közönsége – a díjazottakon felül – olyan nagyszerű alkotásokban gyönyörködhetett, mint a Háborús játékok (John Badham), Gyilkos nyár (Jean Becker), Boldog karácsonyt Mr. Lawrence! (Osima Nagisza), vagy A komédia királya (Martin Scorsese). Persze voltak feledhető alkotások is: a franciák fenegyereke, Serge Gainsbourg Egyenlítő című filmje például egyszerűen megbukott, kifütyülték (a rendező ennek ellenére a közönség kedvence maradt).
Ami a díjazást illeti, a fesztivál végén kisebb kavarodás támadt: valószínűleg félreértés miatt a japán küldöttséghez az az előzetes információ jutott el, hogy Osima Nagisza Boldog karácsonyt Mr. Lawrence! című filmjét jutalmazzák Arany Pálmával. A rendező és társasága már éppen ünnepelni kezdett, amikor érkezett a hír: mégsem ő, hanem honfitársa veheti át az elismerést…
Cannes 1983. évi ügyeletes filmcsillagja Victoria Abril volt, aki Nastassja Kinski és Gérard Depardieu partnereként tündökölt a Holdfény a csatorna felett című francia-olasz filmdrámában. Senki sem vonhatta ki magát a Boldog karácsonyt Mr. Lawrence! főhőse, David Bowie varázsa alól. A bemutatott alkotásokban is nagy sztárok vonultattak fel: Robert De Niro és Jerry Lewis (A komédia királya), Magali Noël és Gian Maria Volonté (Mario Ricci halála), Isabelle Huppert, Hanna Schygulla és Marcello Mastroianni (Piera története), Robert Duvall (Az Úr kegyelméből), Nyikita Mihalkov (Kétszemélyes pályaudvar), továbbá Mel Gibson, Sigourney Weaver és Linda Hunt (A veszélyes élet éve).
A magyar filmművészetet Kézdi-Kovács Zsolt Visszaesők című alkotása képviselte a hivatalos versenyben, melynek főszereplője, Törőcsik Mari Mandragora-díjban részesült. A rövidfilmek versenyébe kapott meghívást Cakó Ferenc animációs filmje, az Ad astra. Versenyen kívül vetítették Rofusz Ferenc Holtpont című animációs filmjét.
A cannes-i fesztivál alternatív párhuzamos rendezvényei közül a Kritikusok Hete keretében volt látható Erdőss Pál filmdrámája, az Adj király katonát!, amely elnyerte az Arany Kamerát. A Rendezők Kéthete szekcióba Sándor Pál Szerencsés Dániel című alkotását hívták meg, amely FIPRESCI-díjat kapott.
A fesztiválra kiküldött hivatalos magyar filmdelegáció tagjai voltak: Erdőss Pál, Kézdi-Kovács Zsolt, Sándor Pál filmrendezők, Monori Lili, Törőcsik Mari színésznők és Székely B. Miklós színész.
1979-ben Cannes városa elhatározta, hogy az 1. fesztiválnak helyet adó régi kaszinót lebontatja, és helyén új fesztiválpalotát épít, mely képes lesz kielégíteni a megnőtt igényeket, mind a filmfesztivál, mind pedig az időközben rangossá vált zenei rendezvény (MIDEM) részére. Az építkezés kissé csúszott, és csak az év elején került olyan állapotba, hogy megkezdődhetett az átköltözés a Mediterrán-palotából a Croisette végén felhúzott – vasbeton szerkezete és formája miatt – a köznyelv által azonnal „bunkernek” elkeresztelt új építménybe (akkor még nem borította freskó, hiányoztak a növények…). A kezdetben rengeteg technikai problémával küszködő, igaz nagyobb befogadóképességű, komfortosabb, a médiát is jobban kiszolgáló palotát a közönség nehezen szerette meg.
Miután átadták az új fesztiválpalotát a Rendezők Kéthete szekció vetítései átkerültek a Star-ból a Croisette-palotába, amely ebből az alkalomból új burkolatot kapott: a falakon 31 filmrendező kék neon aláírását helyezték el. Az 1500 fős nézősereget befogadni képes, zsúfolásig telt terem nyitófilmje a Porunk hőse zajos sikert aratott, amihez nagyban hozzájárult Mark Knopfler (Dire Straits) kiváló zenéje.

## Zsűri
Elnök: William Styron, író –  Amerikai Egyesült Államok

### Versenyprogram
- Henri Alekan, operatőr –  Franciaország
- Yvonne Baby, újságíró –  Franciaország
- Szergej Bondarcsuk, filmrendező –  Szovjetunió
- Youssef Chahine, filmrendező –  Egyiptom
- Souleymane Cissé, filmrendező –  Mali
- Gilbert de Goldschmidt, filmproducer –  Franciaország
- Mariangela Melato, színésznő –  Olaszország
- Karel Reisz, filmrendező –  Egyesült Királyság
- Lia Van Leer, a filmfőhatóság hivatalos képviselője –  Izrael

### Arany Kamera
- Adrienne Hancia, filmkedvelő –  Amerikai Egyesült Államok
- Alexis Grivas, újságíró –  Mexikó
- Bernard Jubard, filmszakember –  Franciaország
- Dan Fainaru,, újságíró –  Izrael
- Jean-Daniel Simon, filmrendező –  Franciaország
- Monique Grégoire, filmkedvelő –  Franciaország
- Philippe Carcassonne, filmproducer –  Franciaország

## Hivatalos válogatás

### Nagyjátékfilmek versenye
- Carmen (Carmen)[6] – rendező: Carlos Saura
- Cross Creek – rendező: Martin Ritt
- Duvar (A fal) – rendező: Yilmaz Güney
- El sur (Dél) – rendező: Víctor Erice
- Eréndira (Erendira) – rendező: Ruy Guerra
- Heat and Dust (Hőség és por) – rendező: James Ivory
- Kharij (Lezárt ügy) – rendező: Mrinal Sen
- L'argent (A pénz) – rendező: Robert Bresson
- L'été meurtrier (Gyilkos nyár) – rendező: Jean Becker
- L'homme blessé (A sebesült ember) – rendező: Patrice Chéreau
- La lune dans le caniveau (Holdfény a csatorna felett) – rendező: Jean-Jacques Beineix
- La mort de Mario Ricci (Mario Ricci halála) – rendező: Claude Goretta
- Merry Christmas Mr. Lawrence (Boldog karácsonyt Mr. Lawrence!) – rendező: Osima Nagisza
- Monty Python's The Meaning of Life (Monty Python: Az élet értelme) – rendező: Terry Jones, Terry Gilliam
- Narajama-busi kó (Narajama balladája) – rendező: Imamura Sóhei
- Nostalghia (Nosztalgia) – rendező: Andrej Tarkovszkij
- Storia di Piera (Piera története) – rendező: Marco Ferreri
- Tender Mercies (Az Úr kegyelméből) – rendező: Bruce Beresford
- The King of Comedy (A komédia királya) – rendező: Martin Scorsese
- The Year of Living Dangerously (A veszélyes élet éve) – rendező: Peter Weir
- Visszaesők – rendező: Kézdi-Kovács Zsolt
- Vokzal dlja dvoih (Kétszemélyes pályaudvar) – rendező: Eldar Rjazanov

### Nagyjátékfilmek versenyen kívül
- Angelo My Love – rendező: Robert Duvall
- Modori-gawa[1] – rendező: Kumasiro Tacumi
- Tou bun no hoi – rendező: Ann Hui
- Cammina Cammina (Zarándokút)[6] – rendező: Ermanno Olmi
- Équateur (Egyenlítő) – rendező: Serge Gainsbourg
- Holtpont – rendező: Rofusz Ferenc
- La voix humaine – rendező: Michael Lonsdale
- L'homme au chapeau de soie (L'homme au chapeau de soie) – rendező: Maud Linder
- Sreamers (Ejtőernyősök) – rendező: Robert Altman
- The Hunger (Az éhség) – rendező: Tony Scott
- The Wicked Lady (A gonosz lady) – rendező: Michael Winner
- Utu (Utu) – rendező: Geoff Murphy
- WarGames (Háborús játékok) – rendező: John Badham

### Un Certain Regard
- Bella Donna – rendező: Peter Keglevic
- Caballo salvaje – rendező: Joaquín Cortés
- Caméra d'Afrique (Afrikai kamera) – rendező: Férid Boughedir
- Can She Bake a Cherry Pie? – rendező: Henry Jaglon
- Faits divers – rendező: Raymond Depardon
- Humanonon – rendező: Michel François
- Io, Chiara e lo scuro (Én, a Világos, meg a Sötét) – rendező: Maurizio Ponzi
- La bête lumineuse – rendező: Pierre Perrault
- La Matiouette ou l'arrière-pays – rendező: André Téchine
- Le certificat d'indigence – rendező: Moussa Bathily
- Mu Ma Ren – rendező: Jin Xie
- Les années 80 (Azok a dicsőséges nyolcvanas évek) – rendező: Chantal Akerman
- Nesto izmedju – rendező: Srdjan Karanovic
- The Haircut – rendező: Tamar Simon Hoffs
- Ulysse (Ulysse) – rendező: Agnès Varda
- Zappa (Zappa) – rendező: Bille August

### Rövidfilmek versenye
- Je sais que j'ai tort mais demandez à mes copains ils disent la même chose (Tudom, hogy nincs igazam, de kérdezzétek meg a barátaimat, ők is ugyanezt mondják) – rendező: Pierre Levy
- Ad astra – rendező: Cakó Ferenc
- Un arrivo – rendező: Dominique De Fazio
- The Butterfly – rendező: Dieter Müller
- Don Quichotte – rendező: Krzysztof Raynoch
- La fonte de Barlaeus – rendező: Pierre-Henry Salfati
- Haast een hand – rendező: Gerrit van Dijk, Jacques Overtoom és Peter Sweenen
- The Only Forgotten Take of Casablanca – rendező: Charly Weller
- Too Much Oregano – rendező: Kerry Feltham
- L'égout – rendező: Maria Eugenia Santos

## Párhuzamos rendezvények

### Kritikusok Hete
- Adj király katonát! – rendező: Erdőss Pál
- Le destin de Juliette (Juliette sorsa) – rendező: Aline Issermann
- La trahison (Árulás) – rendező: Vibeke Løkkeberg
- Carnaval de nuit – rendező: Jamamoto Maszasi
- Faux fuyants – rendező: Alain Bergala és Jean-Pierre Limosin
- Liana – rendező: John Sayles
- Menuet – rendező: Lili Rademakers

### Rendezők Kéthete

#### Nagyjátékfilmek
- Angelos – rendező: Giorgos Katakouzinos
- Another Time, Another Place (Máskor, máshol) – rendező: Michael Radford
- Barbarosa (Barbarosa) – rendező: Fred Schepisi
- Bolwieser – rendező: Rainer Werner Fassbinder
- Kvish L'Lo Motzah[7] – rendező: Yaky Yosha
- Demonios en el jardin (Démonok a kertben) – rendező: Manuel Gutiérrez Aragón
- Die Flambierte Frau (Testek csábítása) – rendező: Robert van Ackeren
- Eisenhans – rendező: Tankred Dorst
- Grenzenlos – rendező: Josef Rödl
- La casa del tappeto giallo – rendező: Carlo Lizzani
- La rosa de los vientos – rendező: Patricio Guzman
- La rue étroite – rendező: Yanjin Yang
- Local Hero (Porunk hőse) – rendező: Bill Forsyth
- Miss Lonelyhearts – rendező: Michael Dinner
- Rien qu'un jeu (Csak játék,..)  – rendező: Brigitte Sauriol
- Rupture – rendező: Mohamed Chouikh
- Sem sombra de pecado – rendező: José Fonseca e Costa
- Szerencsés Dániel – rendező: Sándor Pál
- Ultimos dias de la victima – rendező: Adolfo Aristarain

#### Rövidfilmek
- Alchimie
- Conte obscur – rendező: Manuel Gomez
- Dédicace – rendező: Marie Brazeau
- Phalloctere – rendező: Manuel Gomez
- Saudade – rendező: Carlos Porto de Andrade jr és Leonardo Neto Crescenti

## Díjak

### Nagyjátékfilmek
- Arany Pálma: Narajama busiko (Narajama balladája)[6] – rendező: Imamura Sóhei
- Alkotói film nagydíja:
  - L'argent (A pénz) – rendező: Robert Bresson
  - Nostalghia (Nosztalgia) – rendező: Andrej Tarkovszkij
- A zsűri külön nagydíja: Monty Python’s The Meaning of Life (Monty Python: Az élet értelme) – rendező: Terry Jones
- Legjobb női alakítás díja: Hanna Schygulla – Storia di Piera (Piera története)
- Legjobb férfi alakítás díja: Gian Maria Volonté –  La mort de Mario Ricci (Mario Ricci halála)
- A zsűri díja: Kharij (Lezárt ügy) – rendező: Mrinal Sen
- Legjobb művészi hozzájárulás díja: Carmen (Carmen) – rendező: Carlos Saura

### Rövidfilmek
- Arany Pálma (rövidfilm): Je sais que j'ai tort mais demandez à mes copains ils disent la même chose (Tudom, hogy nincs igazam, de kérdezzétek meg a barátaimat, ők is ugyanezt mondják) – rendező: Pierre Levy
- A zsűri díja (rövidfilm):
  - Too Much Oregano – rendező: Kerry Feltham
  - The Only Forgotten Take of Casablanca – rendező: Charly Weller

### Arany Kamera
- Arany Kamera: Adj király katonát! [8] – rendező: Erdőss Pál

### Egyéb díjak
- FIPRESCI-díj:
  - Nostalghia (Nosztalgia) – rendező: Andrej Tarkovszkij
  - Szerencsés Dániel[9]  – rendező: Sándor Pál
- Technikai nagydíj: Carmen (Carmen) – rendező: Carlos Saura
- Ökumenikus zsűri díja: Nostalghia (Nosztalgia) – rendező: Andrej Tarkovszkij
- Ifjúság díja: Miss Lonelyhearts[9] – rendező: Michael Dinner